# De gevleugelde kat
De gevleugelde kat is een boek over tijdreizen en queesten, geschreven door Isabel Hoving, met als genre sciencefiction. Het is uitgegeven door Querido. Er is geen vervolg of voorafgaand boek.

## Inhoud
Het boek gaat over Jasje (Joshua) Tak, een gewone, enigszins dromerige jongen van twaalf jaar. Hij heeft vier aparte eigenschappen, namelijk:
- Hij is een goede verzamelaar
- Hij kan in slaap vallen waar en wanneer hij maar wil
- Hij kan zich zijn dromen altijd herinneren
- Hij is een dief

Jasje raakt betrokken bij het handelshuis Giphart Internationaal. Het gaat langzamerhand slechter met Giphart en beter met concurrent Katz Imagination. Giphart heeft de oplossing bedacht: in het verleden spullen uit het heden verkopen. Jasje en de andere Kommissioniers reizen door de tijd, door de maijaka (droomwandeling) en de umaija (droomtijd).

## Titel
Temberi is de aanbidder van de vogels, Siparti de aanbidder van de katten. Daarom is de titel "De gevleugelde kat".

## Cover
Op de cover staat Jasje afgebeeld, die voor de mond van Satura staat. De mond van Satura is de poort waardoor de Tembe en Jasje, Bors en Teresa terug kunnen naar het heden.

## Prijzen
In 2003 heeft "De gevleugelde kat" de Gouden Zoen gewonnen.